# Baker Township (comté d'Osceola, Iowa)
Pour les articles homonymes, voir Baker Township.
Baker Township est un township, du comté d'Osceola en Iowa, aux États-Unis,.
Le township est créé en 1875.

## Source de la traduction
- (es) Cet article est partiellement ou en totalité issu de l’article de Wikipédia en espagnol intitulé « Municipio de Baker (condado de Osceola, Iowa) » (voir la liste des auteurs).